# Klavdievo-Tarasove
Klavdievo-Tarasove (în ucraineană Клавдієво-Тарасове) este o așezare de tip urban din raionul Borodeanka, regiunea Kiev, Ucraina. În afara localității principale, mai cuprinde și satul Poroskoten.

## Demografie
Componența lingvistică a așezării de tip urban Klavdievo-Tarasove
     Ucraineană (91,28%)
     Rusă (7,91%)
     Alte limbi (0,53%)
Conform recensământului din 2001, majoritatea populației așezării de tip urban Klavdievo-Tarasove era vorbitoare de ucraineană (91,28%), existând în minoritate și vorbitori de rusă (7,91%).